# Spinball Whizzer
Pour les articles homonymes, voir Sonic Spinball.
Spinball Whizzer est un parcours de montagnes russes tournoyantes, construites par Maurer Rides pour le parc anglais Alton Towers.  L'attraction est située dans la zone Adventure Land.

## Histoire
L'attraction est ouverte depuis 2004.
À partir de 2010, son nom fut modifié pour Sonic Spinball avec l'arrivée de la licence du personnage de jeu vidéo Sonic. Son nom originel lui a été redonné en 2016.
Elle a pour thème les flippers, les wagonnets argentés représentant la balle. Son nom était un clin d'œil à la chanson du groupe The Who ; Pinball Wizard.

Logo de l'attraction entre 2010 et 2015.

## Statistiques
- Type : Montagnes russes tournoyantes
- Longueur : 450 mètres
- Hauteur : 17 mètres
- Inversions : 0 (comporte un fer à cheval)
- Durée : 1 min 15 s
- Vitesse maximale : 61 km/h
- Ouverte depuis le 27 mars 2004
- Coût : 3 500 000 GBP
- Constructeur : Maurer Rides
- Designer : Werner Stengel
- Trains : 8 wagons de 4 places. Les passagers sont placés dos à dos (2 devant et 2 derrière)